# Symplocos cochinchinensis
Symplocos cochinchinensis là một loài thực vật có hoa trong họ Dung. Loài này được (Lour.) S. Moore miêu tả khoa học đầu tiên năm 1914.

## Hình ảnh

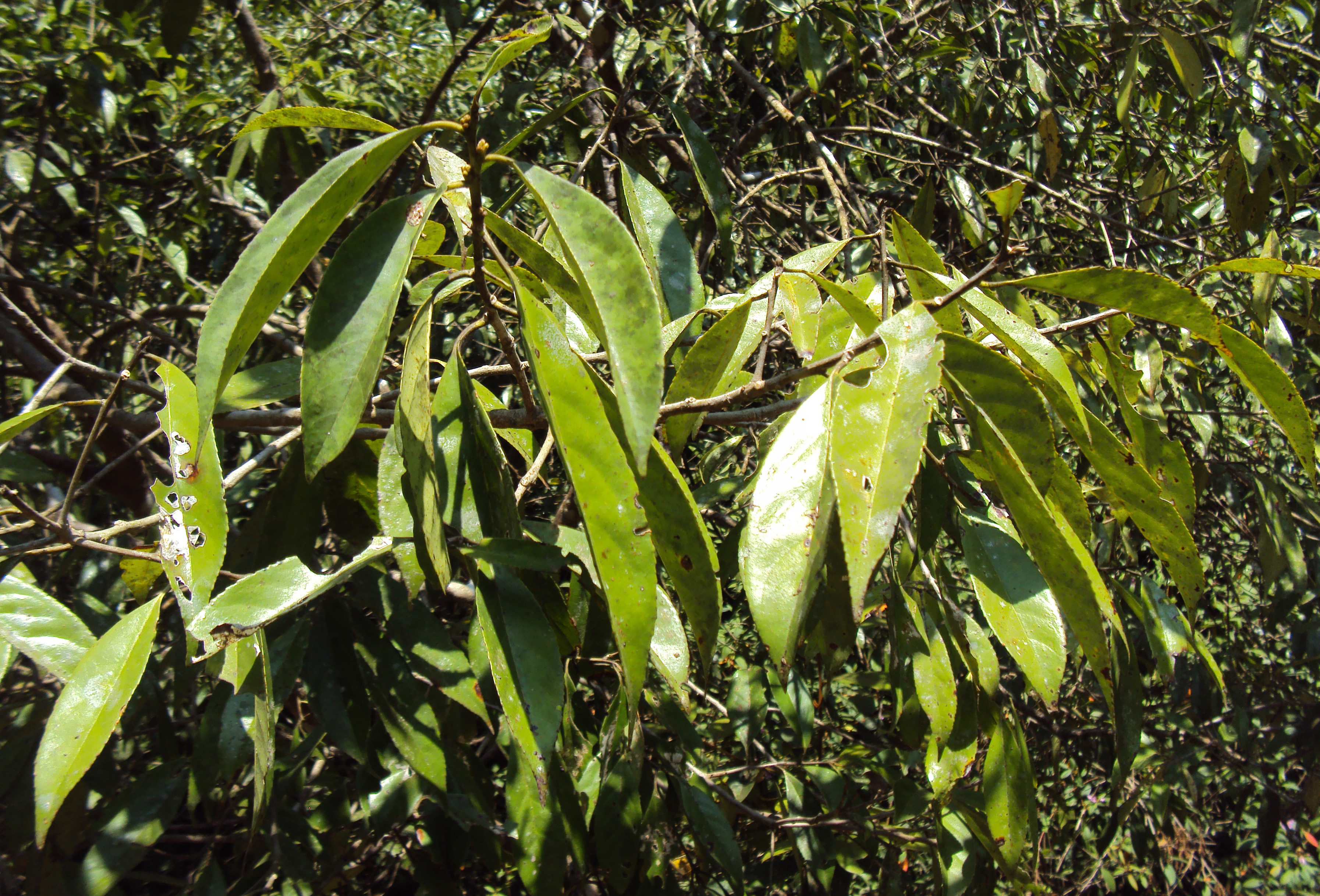
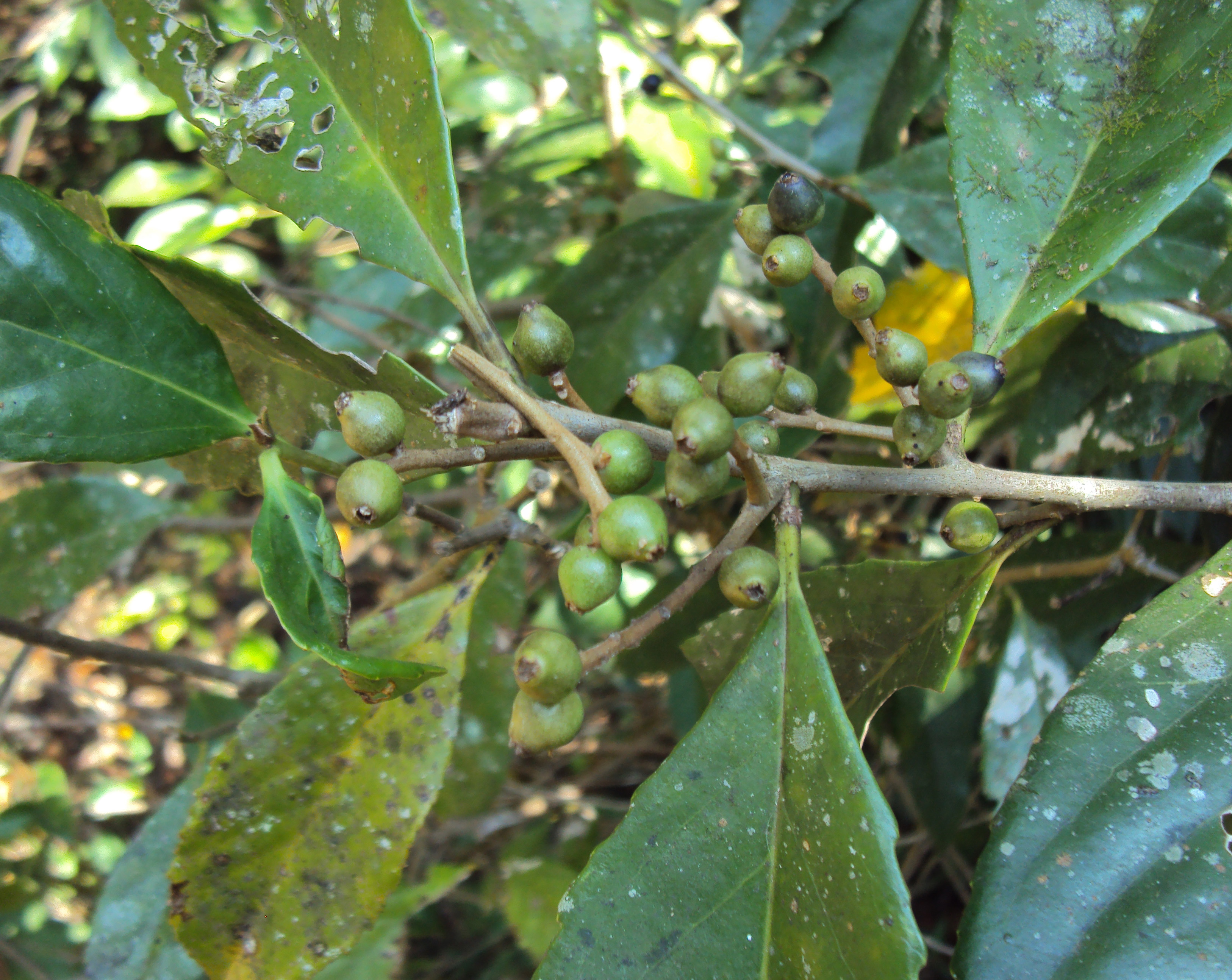
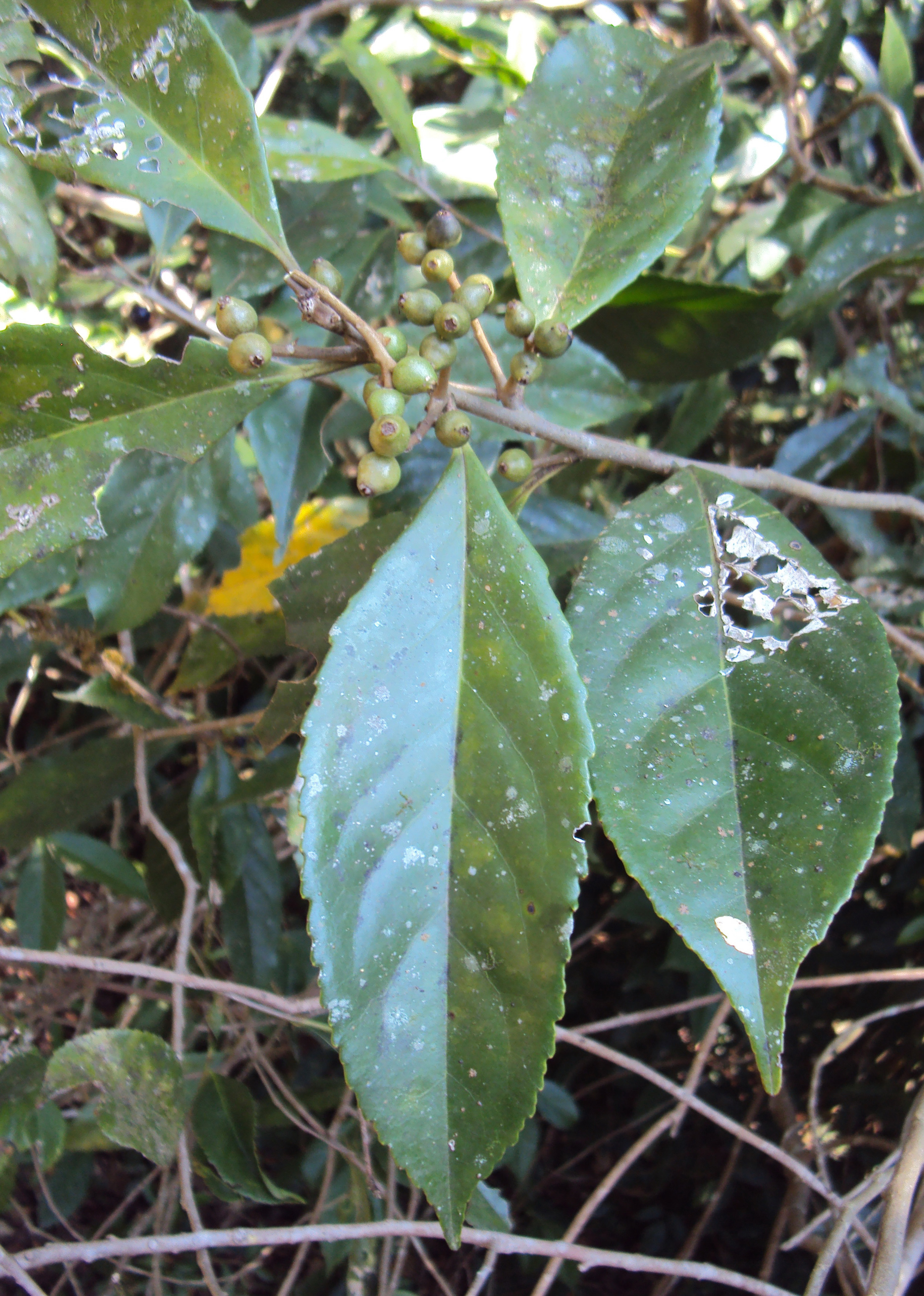
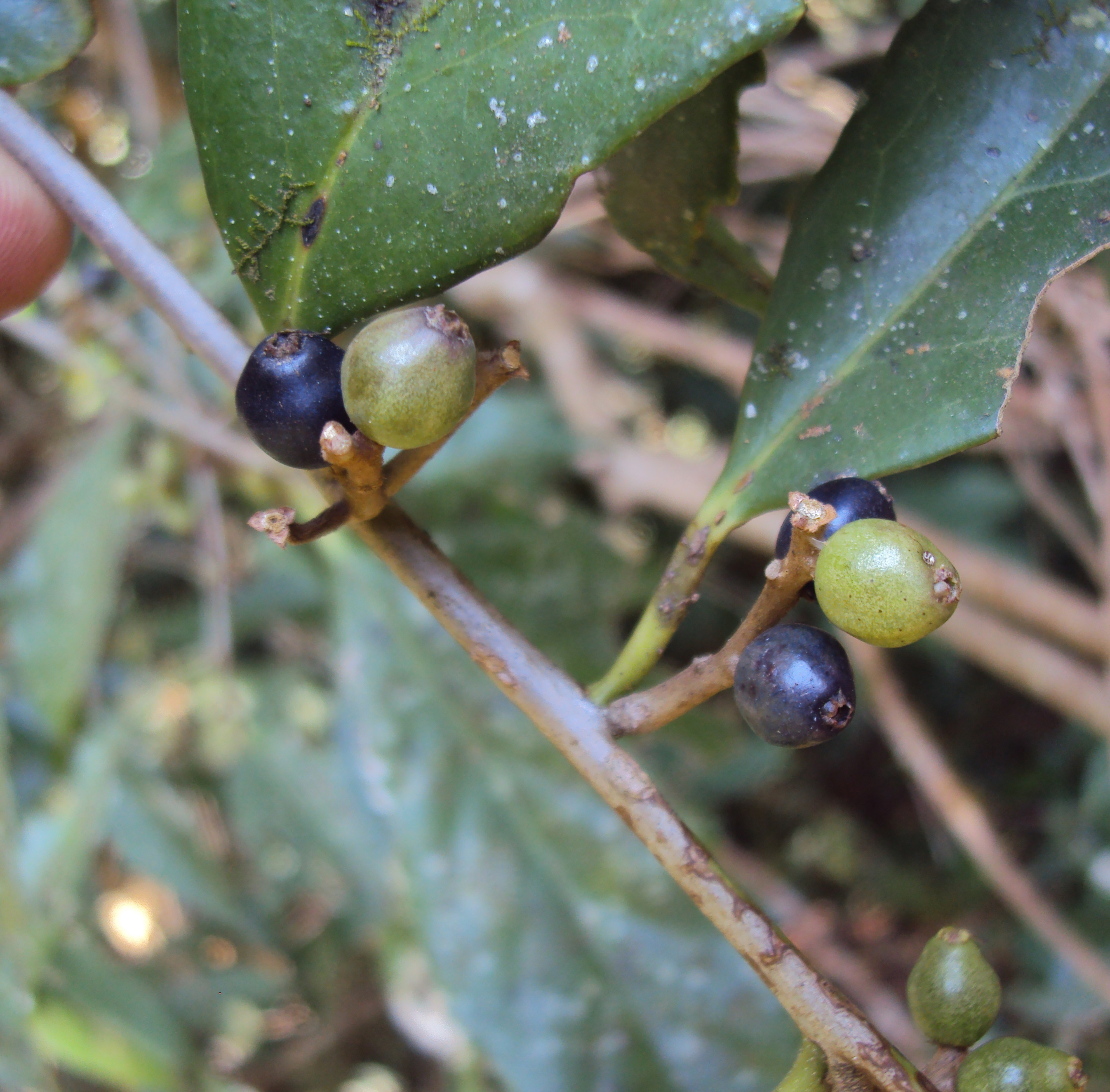